# 600 Musa
600 Musa è un asteroide della fascia principale del diametro medio di circa 24,9 km. Scoperto nel 1906, presenta un'orbita caratterizzata da un semiasse maggiore pari a 2,6592494 UA e da un'eccentricità di 0,0548588, inclinata di 10,19671° rispetto all'eclittica.
Il suo nome si riferisce alle Muse, figure della mitologia greca patrone di tutte le arti.